# Reggiane Re.2002
Reggiane Re.2002 Ariete II (pol. taran) – włoski samolot myśliwsko-bombowy z okresu II wojny światowej, będący rozwinięciem serii zapoczątkowanej samolotem Reggiane Re.2000. Samolot ten jest uznawany za najlepszy włoski samolot myśliwsko-bombowy.

## Historia
Reggiane Re.2002 powstał przez przebudowę Reggiane Re.2000 i dostosowanie go do nowych wymagań Regia Aeronautica. Projekt zmian opracowali Roberto Longhi i Antonio Alessio. Wykorzystano kadłub Reggiane Re.2000, z Reggiane Re.2001 wzięto skrzydła, a napęd miał stanowić 14 cylindrowy silnik gwiazdowy Piaggio P.XIX R.C.45 Turbine B o mocy 1175 KM na 4000 m w układzie podwójnej gwiazdy. Silnik napędzał trójłopatowe samoprzestawialne śmigło Piaggio P.2001M o średnicy 3,1 m. Decyzja o zmianie silnika była spowodowana trudnościami w dostawach silnika rzędowego Daimler-Benz DB 601 oraz tym, że projektant Roberto Longhi preferował w swoich konstrukcjach napęd silnikiem gwiazdowym. Prototyp został oblatany w październiku 1940 roku. W stosunku do Re.2000 i Re.2001 znacznie poprawiono konstrukcję płatowca. Przeprowadzono testy z różnymi postaciami osłony silnika (z powodu problemów z chłodzeniem silnika) i kabiny oraz kółka ogonowego. Prowadzono też testy z różnymi zestawami uzbrojenia, w tym testowano przenoszenie torpedy pod kadłubem oraz bomb. Próby fabryczne prototypu trwały do marca 1941 roku. Wówczas rozpoczęły się i trwały do końca 1941 roku testy wojskowe na lotnisku w Gudinia. W ich trakcie występowały cały czas problemy z silnikiem.
Początkowo Regia Aeronautica 10 września 1941 roku zamówiła 200 sztuk maszyny, ale z powodu kłopotów z silnikiem produkcję uruchomiono dopiero w czerwcu 1942 r. Maszyny te w odróżnieniu od prototypu zostały wyposażone w tropikalny filtr powietrza oraz mocniejszą prądnicę. Samolot początkowo miał być używany jako samolot myśliwski, ale testy wojskowe ujawniły jego dobre osiągi i zalety podczas lotów na małej wysokości, dlatego postanowiono wykorzystać je jako maszyny myśliwsko-bombowe do wsparcia wojsk lądowych. W związku z powyższym zmieniono ich wyposażenie o możliwość podwieszania bomb, co jednak nieznacznie pogorszyło osiągi samolotu. Samolot wyposażono w wyrzutnik bomby do 250 kg pod kadłubem i wyrzutniki bomb do 160 kg pod skrzydłami. Pierwsza seria maszyn, 100 sztuk, była gotowa w lipcu 1943 roku. Z drugiej serii 100 maszyn, do dnia zawarcia przez Włochy rozejmu z aliantami 8 września 1943 roku wyprodukowano 49 egzemplarzy. Przed zawieszeniem broni niemiecka Luftwaffe też zamówiła 300 egzemplarzy Re.2002. Po zawieszeniu broni z 8 września 1943 roku Luftwaffe przejęło około 60 egzemplarzy Re.2002, w tym około 40 z nowej serii, wyprodukowanej już po objęciu zakładu zarządem niemieckim.
W ramach prac rozwojowych na początku 1943 roku rozpoczęto prace i budowę prototypu wersji Re.2002bis. Prototyp miał być połączeniem płatowca i usterzenia seryjnego egzemplarza Re.2002 o numerze MM7327 ze skrzydłami Reggiane Re.2005. Jednak do 8 września 1943 roku budowy prototypu nie ukończono a potem uległ on zniszczeniu.
Rozpoczęto też prace nad dostosowaniem Re.2002 do stacjonowania na lotniskowcach (m.in start z katapulty), ale z uwagi na rezygnację przez Włochy z ich budowy prace te też przerwano. 
Po 8 września 1943 roku, pod nadzorem Niemców wyprodukowano jeszcze 76 egzemplarzy. Ponadto inicjatywy Luftwaffe w ramach rozwoju, powstał pomysł zamontowania na Re.2002 niemieckiego silnika gwiazdowego BMW-801, a ponadto zmianie miała ulec konstrukcja skrzydła. W ramach tego projektu wykonany został wykonany jeden płatowiec bez silnika, który został wysłany do Niemiec. Samolot z tym silnikiem miał mieć integralne zbiorniki paliwa i płat od Re.2000. Niemcy planowali zamówić 500 takich maszyn, ale z uwagi na zbombardowanie 8 kwietnia 1944 roku fabryki Reggiane w Toledo prace przerwano.
Łącznie wyprodukowano 225 maszyn, ale tylko 181 oblatano, reszta uległa zniszczeniu w nalotach lotnictwa. 

## Użycie
Samoloty Re.2002 były używane bojowo przez Regia Aeronautica podczas lądowania Aliantów na Sycylii, zaś po zawieszeniu broni zarówno przez Włoskie Lotnicze Siły Współwalczące współpracujące z aliantami, jak i Luftwaffe w działaniach przeciwpartyzanckich we Francji.